# Дент, Кэтрин
Кэтрин Дент (англ. Catherine Dent, род. 13 апреля 1965) — американская актриса.

## Биография
Кэтрин Дент родилась в Батон-Руже, штат Луизиана и окончила школу искусств Северной Каролины. Она появилась в нескольких телешоу, в 1994 году дебютировала на большом экране в фильме «Без дураков» с Полом Ньюманом. Вскоре после этого она получила роль в мыльной опере «Одна жизнь, чтобы жить», после ухода из которой начала регулярно появляться на телевидении и в кино.
Дент добилась наибольшей известности благодаря роли Даниэль Софер в телесериале «Щит», где она снималась с 2002 по 2008 год, на протяжении всего периода трансляции. Также у неё были заметные роли в фильмах «Мажестик» и «21 грамм», и мини-сериале 2002 года «Похищенные». На телевидении она была гостем в многочисленных сериалах, таких как «Анатомия страсти», «Терминатор: Битва за будущее», «Морская полиция: Спецотдел» и «Менталист».

## Фильмография
- 1994 — Без дураков / Nobody’s Fool
- 1998 — Изнасилование / Jaded
- 2001 — Флирт со зверем / Someone Like You…
- 2001 — Репликант / Replicant
- 2001 — Мажестик / The Majestic
- 2002 — Похищенные / Taken
- 2003 — 21 грамм / 21 Grams
- 2002—2008 — Щит / The Shield
- 2009 — Натали Холлоуэй / Natalee Holloway
- 2009 — Мыслить как преступник / Criminal Minds
- 2011—2012 — Менталист / The Mentalist
- 2012 — Связь / Touch
- 2016 — Бойтесь ходячих мертвецов / Fear the Walking Dead
- 2017—2018 — Агенты "Щ.И.Т." / Agents of S.H.I.E.L.D.